# Национальный технический музей (Прага)
Национальный технический музей — музей в Праге, в котором представлены технические достижения, в том числе: коллекции развития фотографии, печатного ремесла, транспортной промышленности, военного дела, астрономии. Основан в 1908 году.

## История
Более века назад Чехия по праву считалась одной из самых развитых стран с точки зрения промышленности. Жители очень гордились этим, и в 1908 году открыл двери один из самых знаменитых европейских музеев технической тематики. С тех самых пор коллекция активно пополнялась новыми экспонатами. Для того, чтобы все экземпляры были доступны для просмотра, было принято решение о возведении нового просторного сооружения, куда и были перенесены активы музея.
Завершилось строительство в 1942 году, на сегодняшний день облик здания в целом не изменился.
Национальный Технический музей долгое время был закрыт на реконструкцию. Сегодня же реставрированные объекты предстали перед зрителем во всей своей красе. Благодаря им посетители знакомятся с историей чешского транспорта, техническим дизайном разных времен, а также с книгопечатанием и искусством фотографии.

## Залы и экспозиции

### Выставка транспортных средств
В одном из павильонов сосредоточена большая коллекция транспорта. Любой желающий может посмотреть автомобили прошлых столетий, которые использовались чехами. Некоторые экземпляры принадлежали известным политическим и культурным деятелям. 
Здесь же находятся первые аэропланы. Например, первый чешский самолёт, пилот которого совершил полет на большое расстояние. Достойны внимания и многочисленные старинные велосипеды, мотоциклы, паровозы.

### Зал фотографии
Вниманию посетителей представлено фотографическое оборудование того времени, в том числе и самая первая модель для получения фотографий. Обширная коллекция техники разбавлена снятыми с ее помощью старинными фотоснимками.

### Выставка истории печати
Здесь представлена история становления типографского дела, а также, каким образом развивалось само оборудование для печати. Некоторые из экземпляров, представленные в музее, имеют эксклюзивный характер. В зале можно встретить и работающие механизмы, с помощью которых реально понаблюдать типографское ремесло в действии. 

### Архитектурная экспозиция
Содержит большое количество уменьшенных копий известных в стране зданий и сооружений. Посетитель с интересом может проследить, как изменялся облик города со временем, каких стилей градостроительства придерживались проектировщики ранее, а какие применяются в настоящее время.

### Астрономия
Здесь представлены приборы для измерения времени, наблюдения за небом, планетами, астрономические карты. В этом павильоне сосредоточены как современные приборы для наблюдения за небесными светилами, так и устройства прошлых эпох. Кроме инструментов, имеется множество схем, карт, астрономических часов. Одним из самых запоминающихся экспонатов можно смело назвать астрономические часы, дошедшие до нас с эпохи Возрождения. Изначально они принадлежали алхимику и астроному Тихо Брахе, а на сегодняшний день – это гордость музея в Праге. На отдельной витрине в этом зале можно увидеть большой метеорит массой 81 кг, приземлившийся на территории Аргентины.

### Химия
В зале представлены экспонаты, рассказывающие о химическом производстве от средневековой алхимии до современности. Особое внимание уделено использованию различных химических элементов в разных сферах повседневной жизни.

### Измерение времени
В этом павильоне находятся модели часов от самых первых (солнечные, водяные, огненные и т. п.) до современных хронометров. Гордость экспозиции — часы, принадлежавшие Тихо Браге.

### Бытовая техника
Экспозиция посвящена эволюции бытовой техники преимущественно в XX в. Здесь представлены стиральные машины, утюги, пылесосы, кофемолки, пылесосы и другая бытовая техника.

### Металлургия
В этом зале рассказывается обо всех этапах получения железа из руды и о влиянии железа на историю человечества.

### Добыча руды
Экспозиция посвящена добыче угля и других полезных ископаемых. Содержит модели шахт, проходческих инструментов и схемы организации рудного дела. Особенность экспозиции — настоящая угольная шахта, которую можно посетить по отдельному билету.

Недавно во всем музее были проведены реконструкция и обновление коллекционного материала, длившиеся порядка четырех лет. 29 декабря 2011 года двери музея открылись для путешественников и жителей города. Экспозиции после реконструкции также были обновлены и стали еще интереснее.